# Guy Laval
Pour les articles homonymes, voir Laval.
Guy Laval, né le 17 novembre 1935 à Boulogne-sur-mer (Pas de Calais), est un physicien français, professeur à l'École polytechnique, membre de l'Académie des sciences.
Il est ancien élève de l'École polytechnique (X1956), membre du Corps des Ponts et docteur ès sciences physiques.

## Formation et carrière
Après l'école polytechnique (1956-1958), il entre à l'école nationale des ponts et chaussées (1959-1961), puis il est mis à disposition du CEA (1962-1971), et devient maître de conférences à l’école polytechnique (1970-1982). Il a été titulaire d'un contrat de cinq ans à l’Institute for Advanced Studies, Princeton (USA) (1976-1978), détaché au CNRS comme maître de recherche (1971-1983), directeur de recherche CNRS (1983-2003), puis directeur du Centre de physique théorique de l’école polytechnique (1985-1995) et enfin professeur à l’école polytechnique (1983-1992)

## Travaux scientifiques
Les travaux scientifiques de Guy Laval concernent la physique des plasmas et ses applications. D’abord, il démontre le caractère nécessaire des principes d’énergie hydromagnétiques pour la stabilité, et trouve que la forme de la section d’un pinch cylindrique influe fortement sur sa stabilité. Puis, à partir des équations de Vlasov-Boltzmann, il démontre l’instabilité d’un pinch plan de Harris. Il rapproche ces résultats des connaissances de l’époque sur l’interaction de la magnétosphère terrestre avec le vent solaire. Il utilise alors des formulations intermédiaires des équations d’évolution du plasma pour calculer la reconnection  magnétique dans les tokamaks, en particulier pour le mode m=1.
Puis il évalue les effets des couplages d’ondes pendant l’évolution quasi linéaire d’une instabilité faisceau plasma dans le cas unidimensionnel,. Il montre qu’une turbulence ou une onde de pompe imparfaite peut avoir un effet stabilisant pour une instabilité paramétrique mais peut aussi rétablir une instabilité paramétrique supprimée par l’inhomogénéïté du plasma. Il montre qu’un déplacement non-linéaire de la fréquence d’une onde fille peut rendre l’interaction chaotique, limitant alors la réflectivité du plasma. Il montre que les instabilités paramétriques sont fortement modifiées si l’amplitude de l’onde laser atteint le domaine relativiste et que les électrons relativistes générés sont émis avec une dispersion angulaire qui peut être problématique pour l’ignition rapide des cibles.
Enfin, dans le fonctionnement les propulseurs spatiaux à effet Hall, il a mis en évidence une instabilité qui explique la conductivité électronique anormale assurant la neutralisation du faisceau d’ions.

## Fonctions et distinctions[10]
- Médaille d'argent du CNRS (1972)
- Membre de la Société française de physique dont il a été président (1987-1988),
- Membre de l’European Physical Society,
- Directeur général adjoint de l’École polytechnique, chargé de l’enseignement (1995-1996),
- Membre du Comité national de la recherche scientifique (1970-1975, 1988-1992, 1996-2000).
- Membre de l'Académie des sciences[11] 2003
- Prix Johannides de l’Académie des sciences  1983
- Prix de physique Jean Ricard de la Société française de physique. 1993

## Ouvrages
- Christian Labrousse et Jean-Pierre Poirier, La science en France : dictionnaire biographique des scientifiques français de l'an mille à nos jours, Paris, Jean-Cyrille Godefroy, 2017, 1494 p. (ISBN 978-2-86553-293-3), entrée « Laval, Guy », pp. 844-845
- L’Énergie Bleue : une histoire de la fusion nucléaire. Odile Jacob (2007)
- Incertitudes sur le climat, avec K.Laval, Belin, (2013)
- Coordinateur du Rapport sur la recherche et la technologie, N°26 : La fusion nucléaire : de la recherche fondamentale à la production d’énergie ?